# Kirche der Jungfrau Maria Geburt (Timișoara)

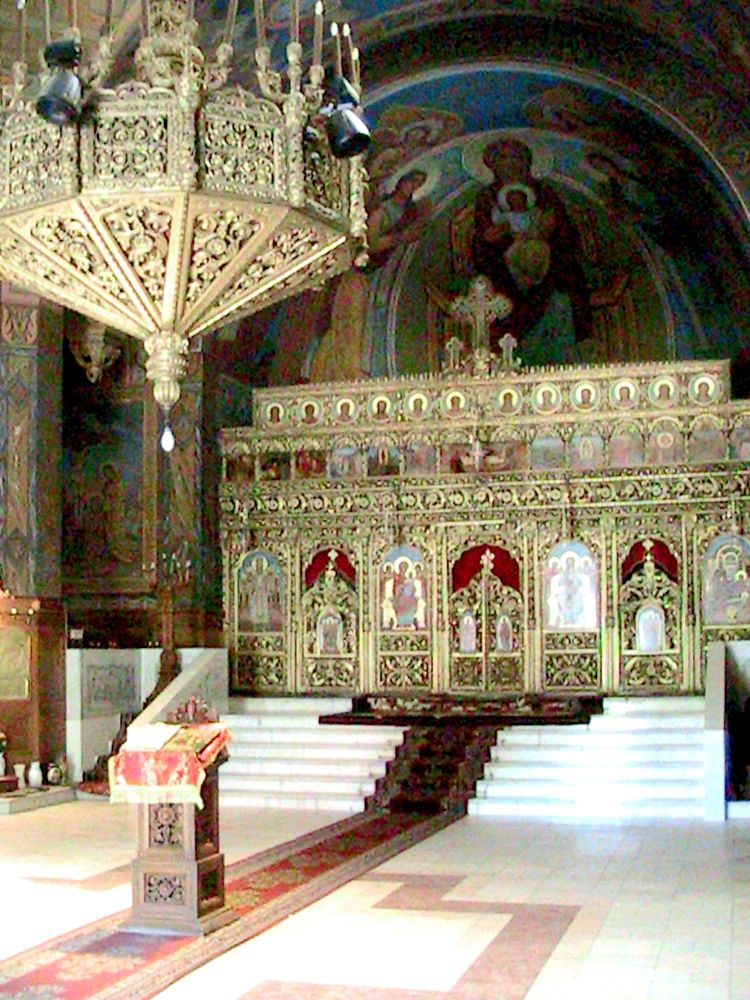
Innenansicht, 2008

Die Kirche der Jungfrau Maria Geburt (rumänisch Biserica Nașterea Maicii Domnului) ist eine rumänisch-orthodoxe Kirche auf der Piața Alexandru Mocioni im  III. Bezirk Elisabetin (deutsch Elisabethstadt) der westrumänischen Stadt Timișoara (deutsch Temeswar).

## Geschichte
Der Bau der rumänisch-orthodoxen Pfarrkirche auf der Piața Alexandru Mocioni wurde bereits 1921 von Iacob Marian und Emanoil Ungurianu angeregt. Der Avocat Ungureanu steuerte 1925 das Grundstück bei, und Ioan Imbroane, der damalige Professor für Religion am Carmen-Sylva-Lyzeum, sammelte Spenden von Gemeindemitgliedern, darunter eine größere Spende von dem Anwalt Cornel Nicoara.
Nach der Grundsteinlegung durch Bischof Grigorie Comșa wurde die Kirche zwischen 1932 und 1936 nach den Plänen von Victor Vlad, einem Professor der Polytechnischen Universität Timișoara, errichtet.
Am 8. September 1936, dem Tag der Mariä Geburt, wurde die Kirche ihrer Bestimmung übergeben. Bischof Andrei Magier weihte die Kirche, die bis 1946 als Kathedrale für die orthodoxe Gemeinde diente, danach übernahm die Kathedrale der Heiligen drei Hierarchen diese Funktion.

## Beschreibung

### Lage
Die Kirche liegt auf der heutigen Piața Alexandru Mocioni, analog zu einer früheren Bezeichnung des Platzes trug die Kirche früher auch den Namen Biserica din Piața Sinaia. Die Kirche steht auf der südlichen Seite des Platzes, jedoch wurde sie für die rumänisch-orthodoxen Gläubigen des II. Bezirks Iosefin gebaut. Die Bezirksgrenze folgt dem Verlauf des Bulevardul 16 Decembrie 1989 diagonal über den Platz. In dem separaten Glockenturm der Kirche erklingen die 1936 gegossenen sechs Glocken im Arpeggio Akkord.

### Das Kircheninnere
Die Architektur wurde von dem Byzantinischen Stil der Hagia Sophia  in Istanbul inspiriert. Der Boden im Inneren besteht aus einer Kombination von weißem und rosa Marmor aus Rușchița. Die Malereien im „fresco bono“–Stil stammen von den Künstlern Catul Bogdan (Apsis) und Ioachim Miloia (Kuppel). Die Bemalung der Kuppel wurde 1958 mit 18 biblischen Szenen von Anastasie Demian ergänzt, sowie zwischen 1983 und 1985 von Professor Victor Jurca restauriert und um 70 Szenen erweitert. Ikonostase, Kronleuchter und Eingangstor wurden von Ștefan Gajo aus Lindenholz, und die Sitze und Bänke von Ștefan Novac aus Eichenholz gefertigt.

### Büsten im Kirchhof
Im Kirchhof befinden sich seit 2007 respektive 2008 in einem kleinen Park fünf von dem Bildhauer Aurel Ghoerghe Ardeleanu geschaffene Büsten der Gründer der Kirche, Victor Vlad, Ioan Imbroane und Emmanuel Ungurianu, sowie Iacob Marian und Ioachim Miloia.